# Ammoglanis diaphanus
Ammoglanis diaphanus är en fiskart som beskrevs av Costa, 1994. Ammoglanis diaphanus ingår i släktet Ammoglanis och familjen Trichomycteridae. Inga underarter finns listade i Catalogue of Life.